# Fengshen E30
Fengshen E30 и Fengshen E30L — городские электромобили производства Dongfeng.

## Описание

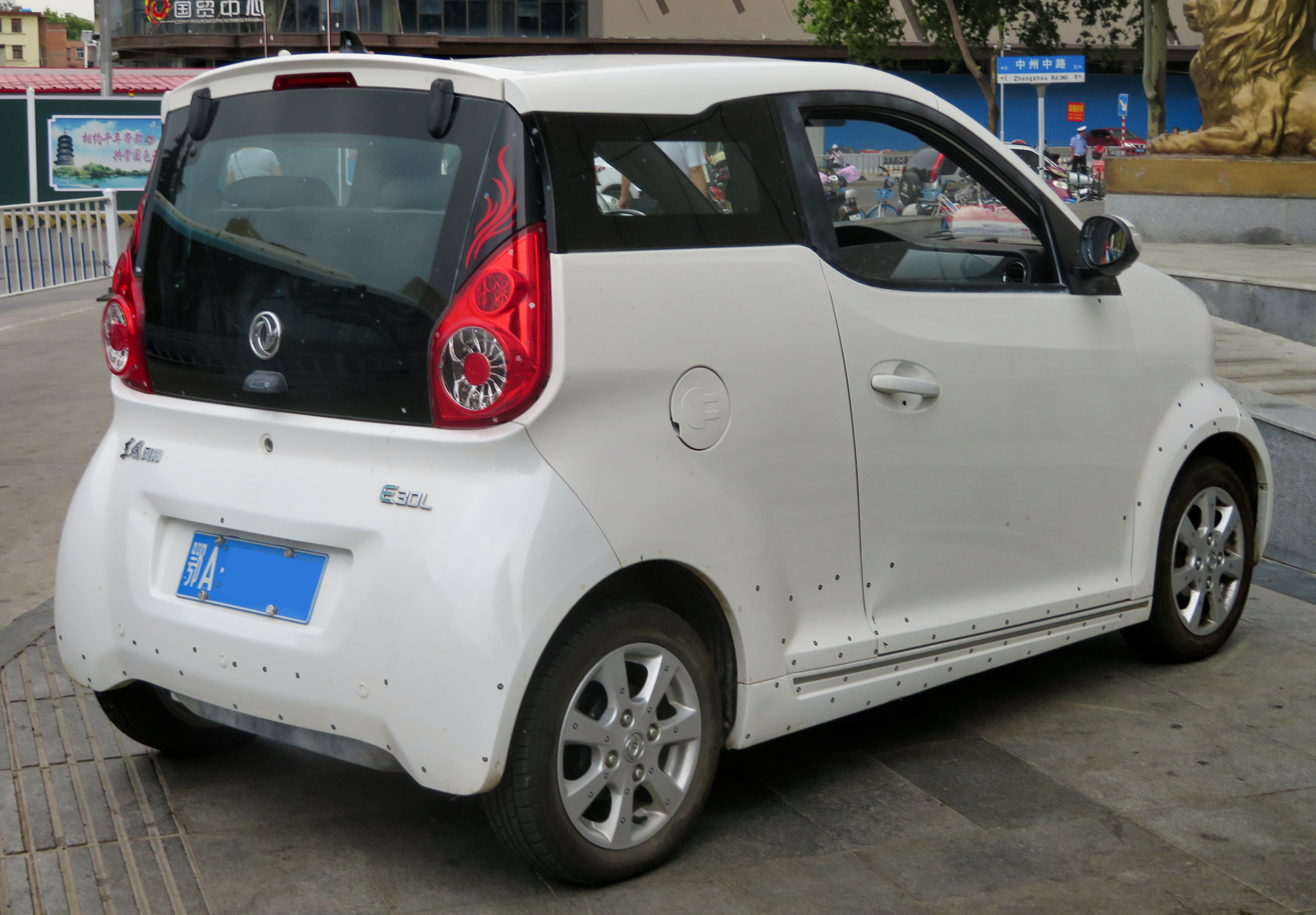
Fengshen E30L

Fengshen E30 дебютировал в 2011 году под названием Dongfeng EJ02 EV. В начале 2012 года название было сменено на Dongfeng EV1, а затем в апреле 2012 года автомобиль вновь был переименован в Fengshen E30 (презентация проходила на Пекинском автосалоне). Производство было подтверждено в 2013 году, а в марте 2015 года начались продажи автомобиля. E30 является двухместным автомобилем с короткой колёсной базой, а E30L является удлинённой четырёхместной версией с колёсной базой, увеличенной на 30 см.

## Технические характеристики
Fengshen E30 и Fengshen E30L приводятся в движение электродвигателем мощностью 25 кВт (34 л. с.), развивающим максимальную скорость 80 км/ч. Заявленный запас хода варьируется от 110 до 180 км.